# Lordi – Hirviön tarina
Lordi – Hirviön tarina es un libro que fue publicado en otoño de 2006 por el líder de la banda de Lordi Tomi Putaansuu. El libro está escrito por Sven Pahajoki en Rovaniemi. Una parte importante del libro está basada en cotizaciones hechas sin permiso, que no se hacen referencia en la lista de origen.
El libro se ocupa principalmente de la figura de la banda, la juventud de Tomi Putaansuu, la participación en el Festival de la Canción de Eurovisión 2006 y la victoria en dicho festival.